# Josef Dietrich
Josef "Sepp" Dietrich (28. svibnja 1892. – 21. travnja 1966.) bio je njemački general Waffen SS-a. Bio je jedan od njemačkih najodlikovanijih vojnika i zapovijedao je jedinicama do veličine armije u Drugom svjetskom ratu. Do 1929. bio je Hitlerov osobni vozač i tjelohranitelj, no nakon ubojstava u vrijeme Noći dugih noževa u kojima je sudjelovao, brzo napreduje. Nakon rata pritvorila ga je Američka vojska, a kasnije njemačke vlasti zbog ubojstva.

## Mladost i karijera
Sepp Dietrich rođen je u Hawangenu, kod Memmingena u Bavarskoj, Njemačka 28. svibnja 1892. Sin je Pelagiusa Dietricha i Kreszentije Dietrich. Radio je kao mesar i zaposlenik u hotelu. 1911. pridružio se Bavarskoj vojsci na kratko vrijeme. Kao dobrovoljac u Prvom svjetskom ratu bio je u topništvu, kasnije se pridružio prvim njemačkim oklopnim jedinicama.
Nakon rata, Dietrich je nakratko bio član organizacije Freikorps Oberland koja se borila protiv Bavarske sovjetske republike u svibnju 1919. Stalno je mijenjao poslove, bio je konobar, policajac, nadzornik, farmer, radnik na benzinskoj postaji i carinski službenik. Pridružio se Nacionalsocijalističkoj njemačkoj radničkoj stranci (NSDAP) 1928. i postao zapovjednik Hitlerovih SS-ovskih tjelohranitelja. Pratio je Hitlera po turnejama diljem Njemačke i dobio nadimak "Chauffeureska" kojeg mu je dao Hitler. Kasnije mu je Hitler dao druge poslove, među kojima su i razni SS-ovske dužnosti i dopustio mu je da živi u Reichovom kancelarijatu.

## 1930-e i Drugi svjetski rat
Dne 5. siječnja 1930., Dietrich je izabran za zastupnika u Reichstagu kao izaslanik za južnu Bavarsku. Do 1931., posato je SS-Gruppenführer. Kada je NSDAP došao na vlast, Dietrich se počeo penjati kroz SS-ovu hijerarhiju. Došao je do čina SS-Obergruppenführer i postao zapovjednik "Leibstandartea", postao je i general Waffen SS-a i član Pruskog državnog vijeća.
Godine 1934. Dietrich je sudjelovao i u Noći dugih noževa. Hitler mu je rekao da okupi šestoricu vojnika i da ode u Ministarstvo pravosuđa pobiti pripadnike SA-a. Nedugo zatim, promaknut je u čin SS-Obergruppenführera. To njegovo djelo kasnije ga je dovelo do služenja zatvorske kazne u roku od devet mjeseci nakon rata.
Kada je počeo Drugi svjetski rat, Dietrich je vodio Leibstandarteove napade na Pariz i Dunkerque. Dietrich je ostao zapovjednik Leibstandartea i kroz kampanje u Grčkoj i Jugoslaviji, a nakon toga promaknut je na mjesto zapovjednika I. SS-Panzerkorpsa, koji je bio u sastavu Vojne skupine Centar na Istočnom bojištu. Godine 1943. poslan je u Italiju s ciljem da oslobodi Mussolinijevu ljubavnicu Claru Petacci. Nositelj je brojnih njemačkih odlikovanja, no postao je poznat i po zlostavljanju ratnih zarobljenika.
Dietrich je zapovijedao I. SS-Panzerkorpsom za vrijeme Normandijske bitke. Nakon uspješnog zapovijedanja, promaknut je na mjesto zapovjednika njemačke 6. SS oklopne armije. Dietrich je zapovjedao 6. armijom u vrijeme Ardenske bitke 1944. Taj zadatak dobio je jer je Hitler izgubio povjerenje u Wehrmachtove časnike nakon Srpanjske urote. 17. prosinca, Kampfgruppe Peiper, (SS-ova jedinica) pod njegovim je zapovjedništvom ubila između 77 i 82 američka ratna zarobljenika u Malmedyu u Belgiji, što je poznato kao Pokolj u Malmedyiju.
Tada Dietrich prosvjeduje protiv Hitlerove želje da časnici ne smiju djelovati na vlastitu inicijativu. U travnju 1945., Nakon što je u travnju 1945. Hitlerova Operacija Frühlingserwachen kod jezera Balaton, koju su predvodile Dietrichovie postrojbe, propala, bijesni Hitler je naredio da vojnici divizije, koja nosi njegovo ime, maknu nazive s rukava, no Dietrich naredbu nije izvršio.
Dietrich je zapovijedao oklopnim postrojbama u Beču koje su branile grad, no nije uspio u sprječavanju Sovjeta da zauzmu grad. Zajedno sa suprugom, Dietrich se predao nadnaredniku Herbertu Krausu iz američke 36. pješačke divizije 9. svibnja 1945. u gradu Krems an der Donau, sjeverno od Sankt Pöltena u Austriji.

## Nakon rata
Dietrichu je Američki vojni sud u Dachauu sudio kao optuženiku br. 11. Suđenje je trajalo od 16. svibnja 1946. do 16. srpnja 1946. Dne 16. srpnja 1946. osuđen je na doživotni zatvor na Malmedyjskom sudskom procesu zbog naredbe da se pobiju američki ratni zarobljenici u Malmedyiju. Zbog svjedočenja drugih njemačkih časnika u njegovu obranu, kazna mu je skraćena na 25 godina. Zatvoren je u Američkom zatvoru za ratne zarobljenike br. 1 u Landsbergu am Lechu u Bavarskoj. Dietrich je odslužio samo deset godina zatvora i oslobođen je 22. listopada 1955. Međutim, ponovno je uhićen u Ludwigsburgu u kolovozu 1956. Suđenje mu je trajalo od 6. svibnja 1957. do 14. svibnja 1957., a optužen je zbog ubijanja vođa Sturmabteilunga 1934. Dne 14. svibnja 1957., osuđen je na devetnaest mjeseci zatvora u Landsbergu. No, oslobođen je kazne zbog srčanih problema i problema s cirkulacijom u nogama 2. veljače 1958. Do tada je odslužio gotovo cijelu devetnaestomjesečnu kaznu. 
Zatim se preselio u Ludwigsburg, gdje se posvetio djelovanju u HIAG-u (organizacija bivših vojnika Waffen SS-a) i lovu. Odsutnog je Dietricha sovjetski sud zbog zločina koje je počinila divizija "Leibstandarte" u Harkovu 1943. godine osudio na smrt.
Godine 1966. Dietrich umire od srčanog udara u Ludwigsburgu u 73. godini života. Sedam tisuća njegovih ratnih drugova došlo je na pokop. Na pokopu ga je hvalio bivši SS-Obergruppenführer und General der Waffen-SS Wilhelm Bittrich.

## Osobni život
Dietrich se ženio dva puta. Njegova prva supruga bila je Barbra Betti Seidl (rođ. 24. travnja 1896.). Vjenčali su se 17. veljače 1921. i rastali se u travnju 1937. Dne 19. siječnja 1942., Dietrich je oženio Ursulu Moninger-Brenner (rođ. 26. ožujka 1915., preminula 1983.), bivšu suprugu SS-Gruppenführera i generala poručnika policije Karl-Heinricha Brennera (vjenčani 1935.). Dietrich i gospođa Moninger-Brenner imali su sina, Wolf-Dietera Dietricha, koji je rođen u Karlsruheu 1939., prije nego što je Brennerov razvod bio konačan. Unatoč tome, dvojica SS-ovih generala ostali su prijatelji. Drugi sin, Lutz, rođen je u Karlsruheu 20. ožujka 1943. (Heinrich Himmler bio mu je krsni kum.) Dietrichov treći sin, Götz-Hubertus, rođen je u Karlsruheu 23. studenog 1944. (Himmler je također bio krsni kum.).

## Sažetak karijere u SS-u

### Datumi promaknuća
- SS-Sturmführer: 1. lipnja 1928.
- SS-Sturmbannführer: 1. kolovoza 1928.
- SS-Standartenführer: 18. rujna 1929.
- SS-Oberführer: 10. listopada 1930.
- SS-Gruppenführer: 18. prosinca 1931.
- SS-Obergruppenführer: 1. srpnja 1934. und General der Waffen-SS: 19. studenog 1940.
- SS-Oberstgruppenführer und Panzer-Generaloberst der Waffen-SS: 1. kolovoza 1944.

### Odlikovanja
- Kampfwagen-Erinnerungsabzeichen (1921.)
- Istočnobojišna medalja (1942.)
- Znak za tenkovsku borbu u srebru
- Željezni križ drugog (1917.) i prvog (1918.) stupnja
- SS-ov prsten časti
- Kopča za željezni križ drugog (1939.) i prvog (1939.) stupnja
- Zlatni stranački znak (1933.)
- Viteški križ željeznog križa s hrastovim lišćem, mačevima i dijamantima
  - Viteški križ (4. srpnja 1940., kao SS-Obergruppenführer i general Waffen SS-a i zapovjednik SS-ove motorizirane pukovnije "Leibstandarte SS Adolf Hitler"[1]
  - Hrastovo lišće (31. prosinca 1941., kao SS-Obergruppenführer i general Waffen SS-a i zapovjednik SS divizije "Leibstandarte SS Adolf Hitler"[2])
  - Mačevi (14. ožujka 1943., kao SS-Obergruppenführer i general Waffen SS-a i zapovjednik SS oklopne grenadirske divizija "Leibstandarte SS Adolf Hitler"[3])
  - Dijamanti (6. kolovoza 1944., kao SS-Obergruppenführer i Generaloberst Waffen SS-a i zapovjednik I. SS-Panzerkorpsa[4])
- Red krvi - (br. 10) (1933.)
- Sudetska medalja
- Medalja za Anschluss
- Ranjenički znak
- Pilotsko-posmatrački znak u zlatu s dijamantima
- Križ časti (1934.)
- Bavarski Križ ratnih zasluga 3. stupnja s mačevima i krunom
- Austrijska medalja za hrabrost u bronci
- Šleski orao 2. stupnja (1934.)
- Bavarska nagrada za dugu službu 3. stupnja
- Nagrada za dugu službu u Oružanim snagama
- Nagrada za dugu službu u NSDAP-u u srebru
- Talijanski Red svetog Mauricija i Lazara, veliki časnik
- Red talijanske krune, veliki križ
- Talijanski Vojni red Savoje, veliki časnik
- Red rumunjske krune, veliki časnik

## Preporuke
Izvanredan u obrani, posebice u povratnom putu za Rigu. Odnosi se na gruzijsko osoblje.